# Agente de liberação de serotonina
Um agente liberador de serotonina (SRA) é um tipo de droga que induz a liberação de serotonina na fenda sináptica neuronal. Um agente liberador seletivo de serotonina (SSRA) é um SRA com eficácia menos significativa ou sem eficácia na produção de outros tipos de neurônios as monoaminas.
Os SSRAs têm sido usados clinicamente como supressores do apetite e também propostos como novos antidepressivos e ansiolíticos com potencial para um início de ação mais rápido e eficácia superior em relação aos inibidores seletivos da recaptação da serotonina (SSRIs).
Um tipo de droga intimamente relacionado são os inibidores de recaptação de serotonina (IRS) e os inibidores seletivos da recaptação da serotonina (ISRS).

## Exemplos e uso de SRAs
Substâncias como MDMA, MDEA, MDA e MBDB são drogas recreativas denominadas enmpatógenas. Elas agem como agentes de liberação de serotonina-noradrenalina-dopamina (SNDRAs) e também são agonistas dos receptores de serotonina, como os da subfamília 5-HT2. Fenfluramina, clorfentermina, e aminorex, que são também as anfetaminas, foram utilizados anteriormente  como supressores do apetite, mas foram descontinuados devido a preocupações relacionadas a casos de fibrose cardíaca. Esse efeito colateral foi atribuído à ação adicional de agonista no receptor 5-HT2B.
Muitas triptaminas, como DMT, DET, psilocina e bufotenina, são SRAs, e ao mesmo tempo agonistas não seletivos do receptor de serotonina. Essas drogas são consideradas psicodélicos serotonérgicos por sua capacidade de ativar o receptor 5-HT2A. Substâncias como αET e αMT, também triptaminas, são SNDRAs e agonistas não seletivos do receptor da serotonina, mas que originalmente se pensava ser inibidores da monoamina oxidase e eram usados anteriormente como antidepressivos. Eles foram interrompidos e agora são encontrados apenas como drogas recreativas.
A indeloxazina é um inibidor da recaptação da SRA e da norepinefrina que era anteriormente usado como antidepressivo, nootrópico e neuroprotetor .

## Lista de SSRAs

### Drogas farmacêuticas
- Clorfentermina (Apsedon, Desopimon, Lucofen)
- Cloforex (Oberex) (pró-fármaco da clorfentermina )
- Dexfenfluramina (Redux) ( enantiômero de fenfluramina)
- Etolorex (pró-fármaco da clorfentermina, nunca comercializado)
- Fenfluramina (Pondimin, Fen-Phen)
- Flucetorex (relacionada com a clorfentermina, mas nunca comercializada)
- Indeloxazina (Elen, Noin) (não seletivo; descontinuado)
- Levofenfluramina (enantiômero da fenfluramina)
- Carbamazepina (Equetro, Epitol)